# Ilarione Rancati
Dom Ilarione Rancati, né le 2 septembre 1594 à Milan et décédé le 17 avril 1663 à Rome, est un prêtre, théologien et philosophe italien, consulteur du Saint Office et de la Congrégation de l'Index. Il fut à trois reprises abbé du monastère cistercien de Sainte-Croix-de-Jérusalem à Rome (1626-1635; 1641-1645; 1659-1663).

## Biographie
Ilarione Rancati naquit le 2 septembre 1594 à Milan dans une famille de la petite noblesse. Il commença ses études chez les jésuites milanais, au Collège de Brera, où il étudia le grec, l'hébreu et la philosophie. Il entra, à 14 ans, à l'Abbaye de Chiaravalle de Milan, où il prit l’habit le 10 mars 1604. Pour ses études, il fut envoyé à l'Université de Salamanque, pendant quatre ans, en 1614. Il y fut l’élève du cistercien Ángel Manrique et de l'augustin Basilio Ponce de León et connaît le Franciscain irlandais Luc de Wadding, plus tard consulteur du Saint Office, et Jean-Baptiste de Marinis, Dominicain, plus tard secrétaire de l'Index et général de son ordre.
En 1619, il se rend à Rome, où il étudia l’arabe et le syriaque avec le savant orientaliste maronite Victor Scialac et reprit l’étude de l’hébreu avec Fabiano Fioghi. Il y devint membre de la commission chargée de la version arabe de la Vulgate et fit partie de la commission formée par Paul V pour corriger le bréviaire syriaque des maronites du Mont Liban. On lui demanda par la suite de réviser les livres liturgiques maronites. 
Urbain VIII le nomma, dès 1624, qualificateur du Saint Office, puis (1626) Abbé de Sainte-Croix-de-Jérusalem à Rome ; il le resta jusqu’en 1635, fut renommé en 1641 jusqu’en 1645, puis de nouveau de 1659 jusqu’à sa mort.
En 1628 il fut nommé consulteur de la Congrégation des rites ; en 1635 constitué procureur général de l'Ordre en cour de Rome, il fut en même temps élu président de la Congrégation de Saint-Bernard en Italie et abbé de Saint-Ambroise de Milan. En 1651 il présenta sa démission de procureur général.
Homme de science solide et de piété exemplaire, Rancati fut le théologien de confiance du pape Alexandre VII. Il mourut le 17 avril 1663, âgé de 69 ans et laissa plusieurs ouvrages inédits que l'on conserve dans la Bibliothèque Ambrosienne à Milan.
Il fut lié d'une étroite amitié avec plusieurs savants, et surtout avec Luc de Wadding, Lukas Holste, Jean Morin et Théophile Raynaud. Cornelius a Lapide dans les Prolegomena de son commentaire de l'Ecclesiastique (cap. 3) remercie Rancati de lui avoir procurè une version syriaque du texte.

## Controverse janséniste
Anti-moliniste déterminé, Rancati était proche du théologien français Antoine Arnauld. En 1656 Francesco Barberini, qui le considérait comme un des plus habiles théologiens de Rome, l'a mis en contact avec Arnauld, pour aider celui-ci dans sa lutte contre les censures qui le menaçaient. Arnauld adressa à Rancati sa Dissertatio theologica quadripartita dans laquelle il tenta de trouver un accord entre thomistes et jansénistes contre les molinistes. L'ouvrage d'Arnauld, publié en 1656, fut très apprécié des cardinaux Barberini et Maculani, ainsi que de Rancati.